# Wasā'il asch-Schīʿa
Wasā'il asch-Schīʿa (arabisch وسائل الشيعة, DMG Wasāʾil aš-Šīʿa) ist eine umfangreiche Hadith-Sammlung des schiitischen Theologen Scheich al-Hurr al-Amili (1624–1693) und ist sein Hauptwerk. Nach den Vier Büchern (kutub arba'a) gilt es als eine der wichtigsten Quellen der Schiiten für Überlieferungen. In weiten Teilen ist es eine Art kommentierte Zusammenfassung der Vier Bücher. Der volle Titel lautet „Tafṣīl wasāʾil asch-schīʿa ilā taḥṣīl aḥkām asch-scharīʿa“. 

„Dieses Werk enthält Überlieferungen, die mit dem Religionsrecht zu tun haben. Es wurde für die  religionsrechtlichen sekundären Pflichten aufgestellt. Scheich al Hurr Amili hat die Überlieferungen in kleinere Abschnitte aufgeteilt und jeden an der betreffenden Stelle angeführt.“

Der Verfasser brauchte insgesamt 18 Jahre, um das Werk fertigzustellen. Es wurde von Großajatollah Muhammad Hussain Najafi  ins Urdu übersetzt.